# Pointe du Bréhuidic
La pointe du Bréhuidic est une presqu'île du golfe du Morbihan, sur la commune de Sarzeau (Morbihan).

## Géographie
Située sur la presqu'île de Rhuys, la pointe du Bréhuidic s'étend dans l'axe nord-est sud-ouest. Elle est longue d'environ 600 mètres, sur 300 mètres de largeur. 
Avec la pointe de l'Ours, elle forme la baie du Lindin.